# Zinzan Brooke
Zinzan Valentine Brooke (* 14. února 1965, Waiuku) je bývalý novozélandský ragbista, který hrál nejčastěji na vazači. Na MS 1987 získal s Novým Zélandem světový titul, na MS 1991 získal se svou zemí 3. místo a na MS 1995 prohrál s reprezentací ve finále. Vyhrál s ní v roce 1996 a 1997 Tri Nations. Za Nový Zéland si připsal 17 pětek a 3 drop góly. V roce 1997 dostal Novozélandský řád za zásluhy.
S Auckland Blues vyhrál v letech 1996 a 1997 jako kapitán Super Rugby a šestkrát novozélandskou ligu v letech 1987–1989 a 1994–1996. 
Na MS 1995 si v semifinále připsal jako útočník (hráč s číslem 1-8) drop gól z nejdelší vzdálenosti (48 m) v historii světových šampionátů. (Nejdelší drop gól se povedl Japonci Millerovi na MS 2003 proti USA z 52 metrů.)

## Klubová kariéra
- 1986–1992 Lazio
- 1992–1993 Casale
- 1986–1997 Auckland Blues
- 1997–2001 Harlequins
- 2001–2003 Coventry